# Casspir
Casspir – transporter opancerzony produkowany w Południowej Afryce. Używany w wielu działaniach wojennych, misjach pokojowych oraz przy tłumieniu zamieszek. Służył do ochrony załogi i pasażerów na terenach objętych działaniem wrogiej partyzantki i zagrożonych aktami terroru. Podczas całej historii jego użytkowania żaden pasażer nie zginął w nim w następstwie wybuchu min przeciwpancernych i pułapek typu fugas. Dopiero pojazdy zbudowane w latach 90. z wykorzystaniem rozwiązań zastosowanych w Casspirze – Gila i Sable – przewyższyły go pod względem osiągów technicznych przy równoczesnym zachowaniu wysokiego standardu ochrony balistycznej.
Na bazie Casspira zbudowane są również amerykańskie MRAP i Buffalo oraz indyjski Medak Stallion.

## Historia rozwoju
Casspir powstawał w latach 60. i 70. XX wieku we współpracy SAP (ang. South African Police – Policja Południowoafrykańska) i CSIR (ang. Council for Scientific and Industrial Research – Rada ds. Badań Naukowych i Przemysłowych). Casspir jest akronimem nazw tych organizacji. Konieczność jego budowy spowodowana była działaniami partyzantki, przenikającej do Południowej Afryki z obozów szkoleniowych w państwach ościennych. Stosowali oni taktykę walki za pomocą pułapek i zasadzek na patrole. Władze Południowej Afryki postanowiły wtedy zbudować duży i wytrzymały transporter opancerzony, zdolny do przerzucania pododdziału piechoty wraz z ekwipunkiem w trudnym terenie, cechujący się przy tym dużą odpornością na ostrzał i wybuchy min i fugasów.
Początkowo pojazd używany był tylko przez południowoafrykańską policję w czasie demonstracji i do tłumienia zamieszek, między innymi w Soweto. Dla czarnej ludności stał się symbolem apartheidu – William Kentridge stworzył w roku 1989 plakat zatytułowany Casspirs Full of Love. Na filmach z tego okresu z Południowej Afryki widać go z reguły w tle demonstracji. Następnie Casspiry zaczęły być wykorzystywane przez oddziały Koevoet (af. łom) na terenie Afryki Południowo-Zachodniej (obecna Namibia), podczas trwania konfliktu ze SWAPO i jego sojusznikami.
W latach 80. XX w. pojazd trafił do wojska, do 101 Batalionu i 5 pułku zwiadowczego. Wiele krajów używało tego pojazdu w działaniach wojennych oraz misjach stabilizacyjnych. W oparciu o konstrukcję Casspira Amerykanie zbudowali 6-kołowy transporter Buffalo oraz na potrzeby US Marines transporter opancerzony MRAP.
Wojsko południowoafrykańskie chciało w dalszym ciągu korzystać z Casspira, jednak fakt, że jest to konstrukcja z lat 60. XX w. i skojarzenia z czasami Apartheidu, zdecydowało o jego stopniowym wycofywaniu z uzbrojenia armii południowoafrykańskiej. W oparciu o Casspira zbudowano pojazdy tej samej klasy, mające go zastąpić czyli Sable oraz Gila, którego prototyp zbudowano w roku 2006.

### Producent
Zaprojektowany przez CSIR Casspir, był przez nią początkowo produkowany do roku 1980. Od wersji II produkcją zajmowała się firma TFM, ale szybko została wchłonięta przez Reumech OMC. Reumech po pewnym czasie został przejęty przez Vickers Defence Systems z Wielkiej Brytanii i przemianowany na Vickers OMC. Kiedy Alvis wykupił Vickers Defence Systems i zmienił nazwę na Alvis Vickers, Vickers OMC zmieniło nazwę na Alvis OMC. W 2004 roku BAE Systems wykupiło Alvis Vickers i Alvis OMC po czym zmieniło nazwę na Land Systems OMC. Wszystkie wersje Casspira były produkowane a później modernizowane w zakładach znajdujących się na terytorium RPA.

## Opis konstrukcji
Dno kadłuba Casspira ma kształt litery V o nachyleniu 43°, aby kierować siłę wybuchu na zewnątrz. Koła i mosty są tak skonstruowane, że siła wybuchu odrywa je od pojazdu dzięki czemu zminimalizowano wpływ wybuchów na kadłub pojazdu. Naprawa uszkodzeń w terenie, nie trwa z reguły dłużej niż 2 godziny. Dobrą widoczność w pojeździe bez pogorszenia odporności zapewniono oknami z grubych płyt szkła pancernego. Na wyposażeniu pojazdu znajduje się też 200 litrowy zbiornik na wodę. Dzięki dobremu wyważeniu pojazdu, pomimo jego rozmiarów, jest bardzo stabilny. Możliwy jest demontaż dachu. W celu zwiększenia odporności konstrukcji i sztywności kadłuba zrezygnowano w nim z włazów bocznych, zamiast których zamontowane są dwa dachowe nad kabiną kierowcy oraz duże tylne drzwi otwierane hydraulicznie. Pojazd jest przy tym wygodny dla załogi.

## Użytkownicy
Tabela przedstawia państwa, które używają Casspira z podaniem roku i liczbą sztuk zakupionych od rządu Republiki Południowej Afryki.
| użytkownicy rok nabycia       | 1995 | 1998 | 1999 | 2000 | 2001 | 2002 | 2003 | 2004 | 2005 | 2006 | łącznie |
| ----------------------------- | ---- | ---- | ---- | ---- | ---- | ---- | ---- | ---- | ---- | ---- | ------- |
| Angola                        | 3    |      |      |      |      | -1   | 7    |      | 13   |      | 22      |
| Dżibuti                       |      |      |      | 9    |      | 1    |      |      |      |      | 10      |
| Demokratyczna Republika Konga |      | 5    |      |      |      |      |      |      |      |      | 5       |
| Indie                         |      |      | 90   |      | 75   |      |      |      |      |      | 165     |
| Indonezja                     |      |      |      |      |      |      |      | 2    |      |      | 2       |
| Mozambik                      |      |      |      | 5    |      | 6    | 16   |      |      | 2    | 29      |
| Namibia                       |      |      |      |      |      |      |      |      |      |      | 18      |
| Nepal                         |      |      |      |      |      |      |      | 24   | 13   |      | 37      |
| Norwegia                      |      | 2    |      |      |      |      |      |      | 3    |      | 5       |
| Peru                          |      |      |      |      |      |      |      |      |      |      | 20      |
| Południowa Afryka             |      |      |      |      |      |      |      |      |      |      | 390     |
| Senegal                       |      |      |      |      |      |      |      |      | 2    | 6    | 8       |
| Stany Zjednoczone             |      |      |      |      |      |      |      | 13   | 15   |      | 27      |
| Uganda                        |      |      |      |      |      |      |      |      |      |      | 70      |
| Włochy                        |      |      |      |      |      |      | 2    |      |      |      | 2       |
| RAZEM                         |      |      |      |      |      |      |      |      |      |      | 810     |

Peru
Wszystkie Casspiry posiadane przez to państwo znajdują się w specjalnej jednostce policji – DINOES, zwalczającej infrastrukturę narkotykową.
Indie
W 1998, w Indiach, dwa pojazdy Casspir przez dwa miesiące przechodziły testy terenowe i balistyczne przejeżdżając ponad 9000 km. Między innymi, jeden z pojazdów przeszedł cztery testy badające odporność wozu na zagrożenia spotykane podczas patroli w Kaszmirze, w tym wybuchy min przeciwpancernych. W sierpniu 1998 roku, Indie zadowolone z wyników zamówiły 90 wyremontowanych przez Armscor Casspirów na potrzeby działań przeciwpartyzanckich w Kaszmirze, gdzie islamska partyzantka prowadziła intensywne akcje nękające siły rządowe z licznym użyciem pułapek minowych. W kwietniu 1999, armia indyjska dokupiła kolejne 90 Casspirów, a dalsze 75 zostało dostarczonych w roku 2001. Wszystkie były wyremontowanymi wozami w wersji Mk II i kosztowały 119 000 dolarów za sztukę.
Uganda
Większość Casspirów należących do Ugandy znajduje się w Oddziale piechoty zmechanizowanej Casspir.

## Modele i warianty
Powstały następujące modele:
- Casspir Mk I – wprowadzony w roku 1981, i produkowany przez CSIR. Wyprodukowano około 200 sztuk w latach 1979/1980. Czasem załogi wyposażały go w zdobyczną broń produkcji radzieckiej, taką jak np. SzWAK.
- Casspir Mk II – TFM produkowało tą wersje do roku 1990, później produkowany przez Reumech OMC[18], w produkcji do wprowadzenia wersji III, czyli roku 1995. W sierpniu 2004 roku, Alvis OMC podpisało opiewający na 164 milionów randów kontrakt z firmą Armscor[19], na modernizację należących do armii Południowej Afryki Casspirów do standardu Mk III, co zakończono w lutym 2006[20].
  - Casspir Mk IIC (I) – zmieniono wały napędowe i układ kierowniczy na produkowany przez indyjską firmę Tata Motors. Zwiększono przy tym mobilność i wytrzymałość.
- Casspir Mk III – w produkcji od roku 1995, w stosunku do wcześniejszej wersji miał lepszą ochronę przed minami i był cięższy. Dzięki zmodyfikowanym osiom zwiększono jego mobilność. Szczegóły techniczne w tabeli obok. Wytwarzano go w zakładzie w Benoni w RPA.

### Warianty
| Dane techniczne:                     | Jednometrowy moduł uniwersalny:                 |
| ------------------------------------ | ----------------------------------------------- |
| Efektywne wykrywanie:                | 1 000 mm (39,40")                               |
| Rozmiary:                            | 1 168 mm (45,60") szeroko 613 mm (24,10") wąsko |
| Waga:                                | 27 kg (59 lbs)                                  |
| Liczba głowic wykrywających:         | 8                                               |
| Kąt nachylenia głowicy wykrywającej: | około 2°                                        |
| Kąt nachylenia szeregu:              | około 14°                                       |
| Temperatura używania:                | od -40 °C do +85 °C                             |
| Temperatura składowania:             | od -55 °C do +85 °C                             |

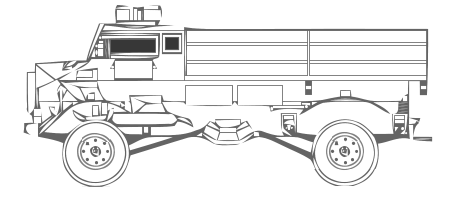
Ciężarówka Blesbok

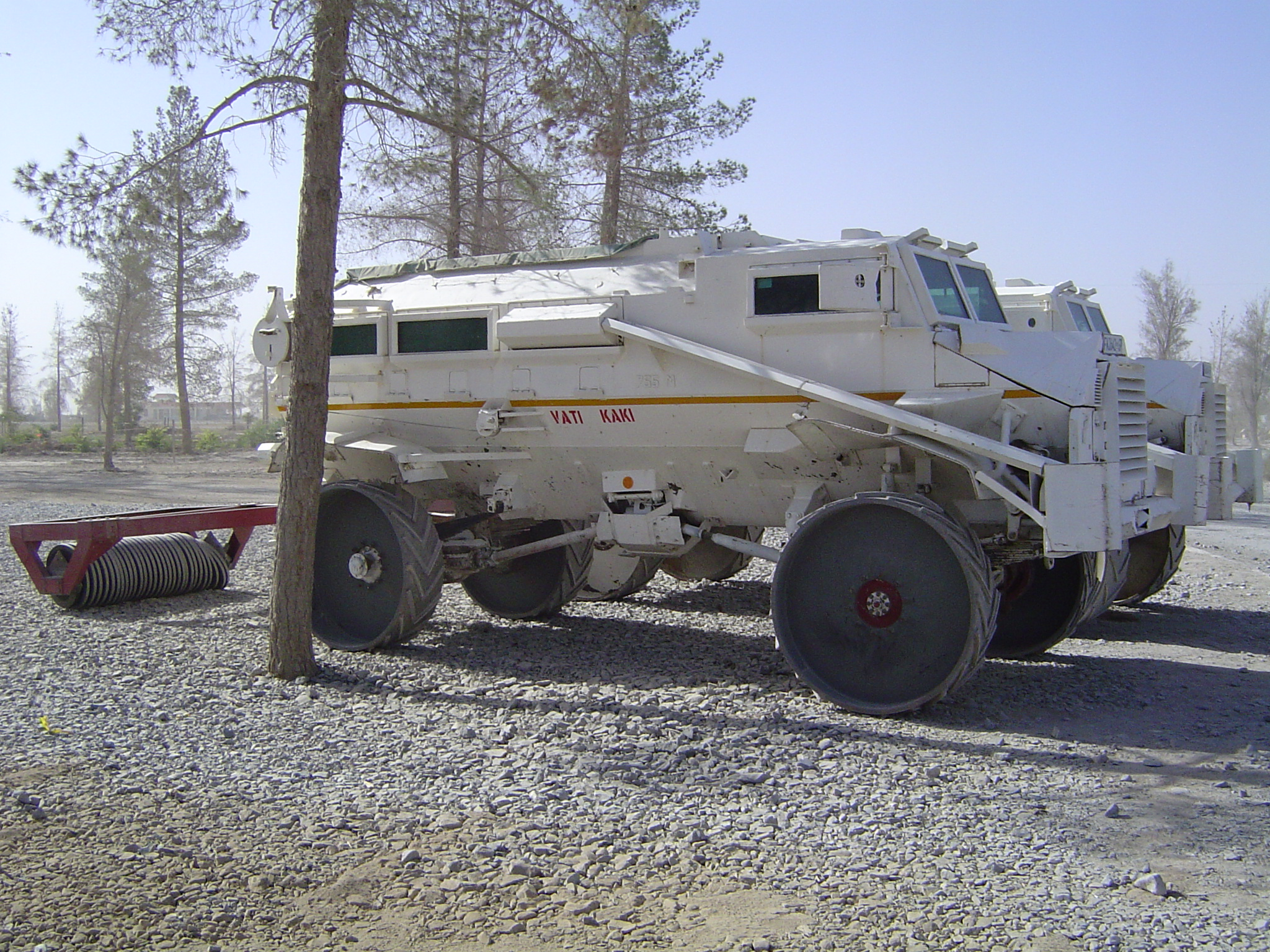
Casspir z zamontowanymi stalowymi kołami

- APC (ang. Armoured Personnel Carrier) – transporter opancerzony, najliczniej produkowana odmiana. Opancerzony pojazd służący do transportu piechoty i sprzętu na polu walki, a w ograniczonym zakresie do jej wsparcia ogniowego. Jest słabiej uzbrojony i opancerzony od bojowego wozu piechoty, o podobnym przeznaczeniu, lecz służącego ponadto do wsparcia ogniowego piechoty w walce.
- Opancerzony transporter rozpoznawczy – opancerzony pojazd służący do prowadzenia rozpoznania i transportu zwiadowców na polu walki. Jest to wyspecjalizowana odmiana transportera opancerzonego, różniąca się z reguły mniejszymi wymiarami.
- Wersja policyjna – jej głównym zadaniem była kontrola tłumu, demonstracji oraz tłumienie zamieszek. Początkowo tylko taka wersja była w użyciu. Charakteryzowała się większymi szybami, umożliwiającymi lepszą obserwacje otoczenia. Na szyby montowane były kraty.
- Duiker – (af. Dujker) cysterna o pojemności 5000 litrów na paliwo lub wodę, zbudowano ich 30[21][22].
- Blesbok – (af. Blesbok) skrzyniowa ciężarówka zwiększona o 5 ton przestrzeń ładunkowa, przestrzeń ładunkowa była nieopancerzona. Zbudowano 160 sztuk. Możliwy był montaż zbiorników na wodę.
- Nosiciele różnorodnego uzbrojenia, w tym n.p.m.oździerza 81 mm;
- Gemsbok – (af. Gemsbok) wóz zabezpieczenia technicznego 15 ton ładowności. Zbudowano 30 sztuk.
- Mechem Mine clearing vehicle – używa specjalnie zaprojektowanych przez MECHEM stalowych kół do detonacji min. Wykorzystywany podczas rozminowywania Mozambiku, misji NPA i CROMAC[23].
- MEDDS Mine Sensor vehicle – do rozminowywania używa systemu Vamids którego parametry techniczne są podane w tabeli obok.
- Plofadder Mine clearing System – montuje się na nim Plofadder 160AT, będący systemem rozminowywania przy użyciu wyrzutni rakiet.
- Ambulans
- Casspir-S – krótsza wersja dla 2 członków obsługi i 5 pasażerów. Dzięki mniejszej masie, MECHEM może zaoferować zwiększenie wytrzymałości dla firm chcących mieć wyższą odporność balistyczną. Casspir–S ma także mniejszy kąt skrętu przydatny w środowisku miejskim[24].

### Inne pojazdy wzorowane na Casspirach

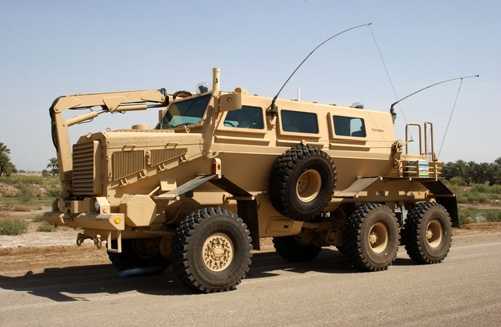
Buffalo H

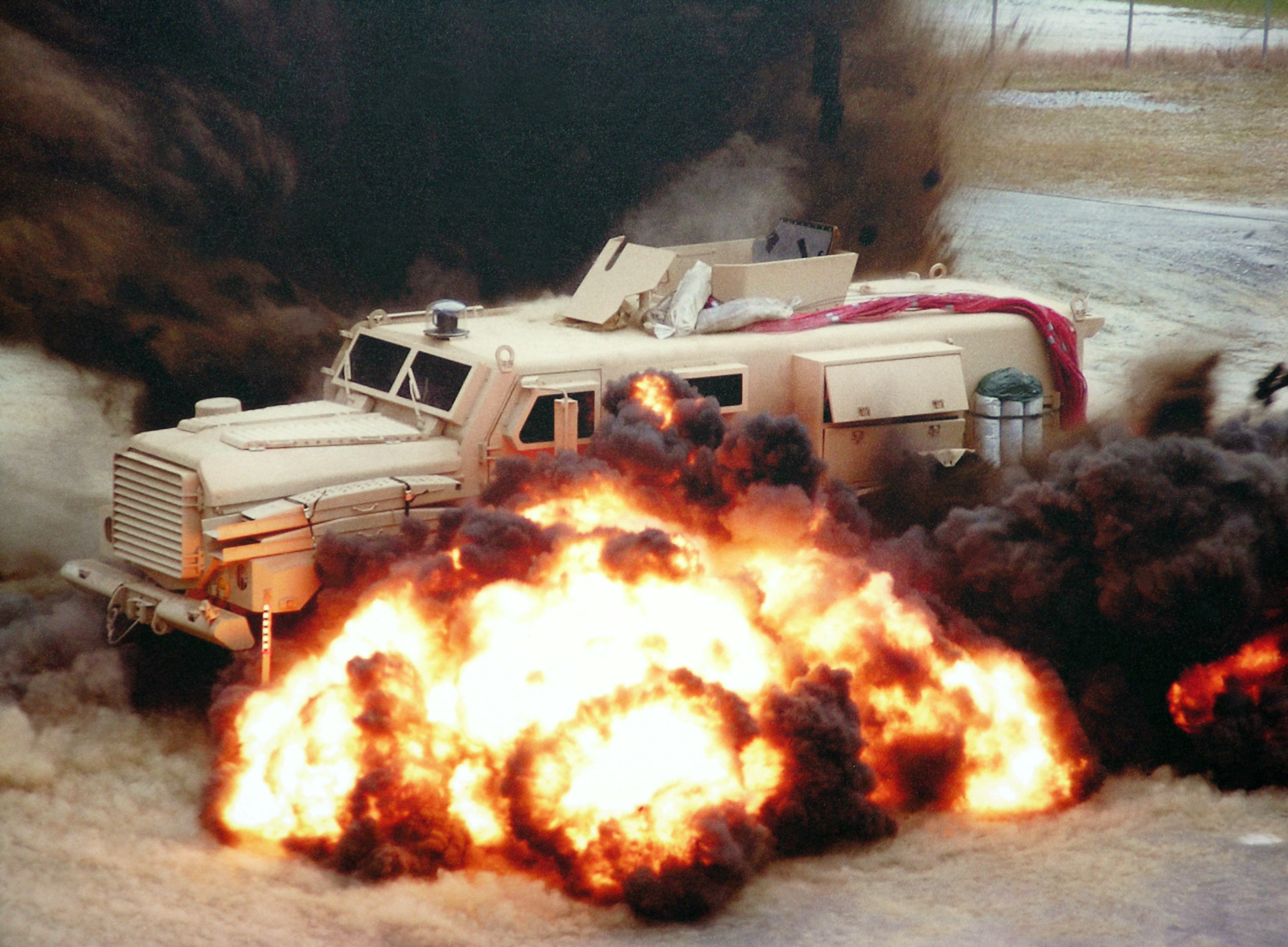
FPI Cougar HE podczas testów

- MRAP (ang. Mine Resistant Ambush Protected) – rodzina pojazdów zaprojektowanych przez USA, charakteryzujące się odpornością na wybuch min i fugas. Na podstawie Casspira zbudowano:
  - Buffalo – zbudowany przez Force Protection Inc. W stosunku do Casspira zwiększono liczbę kół do sześciu i dodano teleskopowe ramię do rozbrajania materiałów wybuchowych. Posiada wytwarzany przez firmę BAE pancerz LROD ze zwiększoną odpornością na pocisk przeciwpancerny RPG-7. USA zamówiło kolejnych 15, za sumę 10 milionów dolarów[25]. Irakijczycy nazywają te pojazdy "szpon", z powodu wyglądu teleskopowego ramienia. W Iraku często widuje się na ścianach napisy po arabsku Zabij szpona. Pojazd znajduje się na wyposażeniu armii USA, Meksyku i Kanady.
  - Cougar – rodzina transporterów opancerzonych produkowanych przez Force Protection Inc na podwoziu firmy Spartan Motors[25][26]. Odnotowano 300 uszkodzeń tych transporterów w Iraku spowodowanych IED, jednak bez żadnych strat w pasażerach[27]. Polski kontynegent wojskowy w Afganistanie posiada 40 egzemplarzy tego pojazdu wypożyczonych z armii USA[28].
- Medak Stallion – pojazd indyjski produkowany w mieście Medak[29].

## Wykorzystanie

### Wojna w Angoli i misja NPA
Angola była uwikłana w wojnę domową od wywalczenia od Portugalii w roku 1975 niepodległości. Portugalia przekazała władzę MPLA, organizacji o marksistowskich korzeniach i wspieranej przez ZSRR. Tuż potem doszło do wybuchu wojny domowej pomiędzy organizacjami wyzwoleńczymi. FNLA wkrótce wycofała się z walki. Rozgorzały walki między wspieranym zbrojnie przez Kubańczyków Ludowym Ruchem Wyzwolenia Angoli – MPLA i wspieranym przez RPA oraz USA – Narodowym Związkiem na rzecz Całkowitego Wyzwolenia Angoli – UNITA. W roku 1991, obie frakcje zgodziły się na utworzenie dwupartyjnego systemu rządów. Jednakże po wyborach, wygranych przez obecnego prezydenta (wywodzącego się z MPLA) i zakwestionowaniu ich wyników przez UNITA, wznowiono działania wojenne. Okres od niepodległości Angoli do roku podpisania porozumienia pokojowego w Lusace w roku 1994 nazywany jest Południowoafrykańską wojną graniczną. W wojnie tej w formacji Koevoet jako pojazdów podstawowych używano Casspirów, – dzięki nim i wsparciu helikopterów SAAF, Koevoet odnosił duże sukcesy w walkach partyzanckich.
ONZ po podpisaniu pierwszego rozejmu zaproponował utworzenie Norwegian People’s Aid (NPA), której uczestniczy od roku 1994 mieli rozminować Angolę i pomagać ofiarom wybuchów min w powrocie do społeczeństwa. Pierwszym zadaniem był wybór miejsca na obóz w nadmorskich prowincjach Angoli i oczyszczenie z min głównej drogi kraju pomiędzy Luandą a Malanje. NPA założyła 3 bazy w Malanje, Luena, i Lubango. Operacja przebiegała sprawnie. Cztery lata później w roku 1998 walki wybuchły z nową siłą i trwały do 22 lutego 2002 roku, kiedy to śmierć Jonasa Savimbi – przywódcy UNITA, doprowadziła do kolejnego zawieszenia broni. Sytuacja w kraju zaczęła ulegać poprawie, jednakże prezydent José Eduardo dos Santos nie zdecydował się na przywrócenie demokratycznego sposobu sprawowania władzy, zawieszonego w 1998 r. W 2007 r. prezydent José Eduardo dos Santos zobowiązał się do rozpisania nowych wyborów. Miny były używane przez wszystkie strony tego konfliktu – łącznie 2232 pól minowanych zostało zarejestrowanych w narodowej bazie danych. W roku 2001 w Angoli odnotowano 673 wypadków spowodowanych wybuchem min.

### MONUC
MONUC, czyli Misja Organizacji Narodów Zjednoczonych w Demokratycznej Republice Konga (fr. Mission de l’Organisation des Nations Unies en République Démocratique du Congo) – została ustanowiona przez Radę Bezpieczeństwa ONZ rezolucją S/RES/1279 z dnia 30 listopada 1999 r. Utworzona została w celu utrzymania łączności ze wszystkimi stronami porozumienia, do którego doszło w lipcu 1999 r. w Lusace. Wtedy to Demokratyczna Republika Konga i 5 państw regionu po latach walk podpisały porozumienie o zawieszeniu broni. 24 lutego 2000 r. Rada rozszerzyła mandat i rozmiar misji.

### Rozminowywanie Mozambiku
Mozambik – rozminowywanie południa kraju, trwające od zakończenia działań wojennych. Początkowo tylko na zlecenie rządu, który sprowadził Casspiry należące do armii południowoafrykańskiej w celu unieszkodliwienia ogromnych pól minowych – pamiątki po niedawno zakończonej wojnie domowej. W roku 1997 wiele państw podpisało Traktat ottawski – Konwencje o zakazie użycia, składowania, produkcji i przekazywania min przeciwpiechotnych oraz o ich zniszczeniu, który zobowiązywał takie kraje jak Mozambik i Norwegia, do dalszego wkładu wysiłku w to, aby zamierzenie traktatu – rozminowane takich krajów jak Mozambiku do roku 2009 – zostało osiągnięte.
Norwegowie z NPA używają Casspirów zmodyfikowanych przez firmę MECHEM. W kraju działa też prywatna firma CGTVA, specjalizującą się w rozminowywaniu dużych obszarów przy pomocy zmodyfikowanych Casspirów.

### Rozminowywanie bazy lotniczej w Bagram
Afganistan – rozminowanie przy użyciu Casspirów bazy lotniczej w Bagram od lutego 2002 do wygaśnięcia kontraktu w sierpniu 2007 roku, przez amerykańską firmę RONCO, na zlecenie Departamentu Stanu USA. W czerwcu 2006, RONCO zatrudniło 174 obcokrajowców z krajów trzeciego świata przy rozminowywaniu lotniska w Bagram. Zatrudnionych podzielono na następujące zespoły: 100 indywidualnych saperów, 22 oddziały z psami specjalizującymi się w wykrywaniu materiałów wybuchowych i 4 zmechanizowane oddziały używające Casspirów.

### CROMAC
Chorwacja – od początku rozminowywaniem w większości zajmowały się duże firmy rozminowujące takie jak: MECHEM i CGTVA które używały do tego Casspirów. Dodatkowo firmy te zatrudniały zespoły indywidualnych saperów i zespoły z psami.

### Irak
Irak – wojska USA i ich sojuszników odnalazły ponad 2500 pól minowych, 2200 niewypałów oraz tysiące porzuconych składów amunicji od początku trwania stabilizacja Iraku. W tej chwili trwają prace nad ich unieszkodliwieniem. W przedsięwzięciu tym biorą między innymi udział Casspiry będące na wyposażeniu Amerykanów.

## Casspir w kulturze masowej
- Występował na kilku emblematach oddziałów należących do formacji Koevoet.
- W filmie Krwawy diament widać go za plecami wojsk rządowych, podczas walk w mieście[45].
- Użyto go w teledysku do piosenki "Dirty Harry" zespołu Gorillaz.
- W jednym z odcinków serialu Agent przyszłości (Jake 2.0: The Tech), widać go podczas pościgu na autostradzie[46].
- Jest używany przez fikcyjną formację MNU przeciwko obcym w filmie Dystrykt 9[47].